# Hermann Kirschner
Hermann Kirschner (ur. 7 października 1910 w Gościszowie (Gießmanndorf), zm. 24 stycznia 1948 w Krakowie) – zbrodniarz hitlerowski, członek załogi obozu koncentracyjnego Auschwitz-Birkenau i SS-Unterscharführer.
Z zawodu był cieślą. Do NSDAP należał od kwietnia 1931, a do SS od czerwca 1932. Służbę w obozie Auschwitz-Birkenau pełnił od 16 maja 1940 do 26 września 1944, początkowo jako Blockführer (kierownik bloku), a następnie w administracji obozowej. Kirschner aktywnie uczestniczył w akcjach gazowania Żydów w Brzezince, dowożąc Cyklon B i niejednokrotnie osobiście wrzucając go do komór gazowych. Uczestniczył także w egzekucjach przy Ścianie Śmierci koło Bloku 11 oraz w pierwszym w obozie oświęcimskim gazowaniu jeńców radzieckich i chorych więźniów polskich w tymże bloku. Oprócz tego znęcał się nad więźniami, m.in. zastępując innego zbrodniarza, Ludwiga Plagge, w przeprowadzaniu tzw. "sportu" z nowo przybyłymi więźniami, przebywającymi na kwarantannie.
Po zakończeniu wojny został schwytany przez aliantów i wydany władzom polskim. W pierwszym procesie oświęcimskim Kirschner, wobec licznych dowodów zbrodni, skazany został 22 grudnia 1947 na karę śmierci przez powieszenie. Wyrok wykonano w więzieniu Montelupich w Krakowie.